# Marcos A. Orellana
Marcos A. Orellana (* 1971 in Santiago de Chile) ist Experte für internationales Umweltrecht, Professor an der George Washington University und seit 2020 UN-Sonderberichterstatter zu Giftstoffen und Menschenrechten.

## Leben
Orellana studierte von 1990 bis 1996 Rechtswissenschaften an der Pontificia Universidad Católica de Chile. Anschließend begann er sein Masterstudium an der American University in Washington, an der er auch seine darauffolgende Dissertation absolvierte.
Orellana berät weltweit zivilgesellschaftliche Organisationen zu Themen des Umweltrechts und Klimagerechtigkeit. Bei der 25. Conference of the Parties des UN-Rahmenvertrags zum Klimaschutz war er zudem Rechtsberater des Präsidenten der Konferenz.
Seit 2020 ist er der UN-Sonderberichterstatter zu Giftstoffen und Menschenrechten.

## Publikationen
- Quality Control of the Right to a Healthy Environment, 2018, Cambridge University Press
- Governance and the Sustainable Development Goals: The Increasing Relevance of Access Rights in Principle 10 of the Rio Declaration, 2016, Review of European Community & International Environmental Law